# خالد بريجاوي
خالد بريجاوي (8 يوليو 1990 بدمشق في سوريا - ) هو لاعب كرة قدم سوري في مركز الدفاع. شارك مع منتخب سوريا تحت 17 سنة لكرة القدم ومنتخب سوريا تحت 20 سنة لكرة القدم ومنتخب سوريا تحت 23 سنة لكرة القدم ومنتخب سوريا لكرة القدم. أما مع النوادي، فقد لعب مع نادي السيب ونادي المجد ونادي فنجاء.

## وصلات خارجية
- خالد بريجاوي على موقع الاتحاد الدولي (مؤرشف)  (الإنجليزية)
- خالد بريجاوي على موقع قاعدة بيانات كرة القدم.إي يو (الإنجليزية)
- خالد بريجاوي على موقع ناشيونال فوتبول تيمز (الإنجليزية)
- خالد بريجاوي على موقع Soccerway.com (الإنجليزية)
- خالد بريجاوي على موقع كووورة